# 말 곡예사
《말 곡예사》(프랑스어: La Voltige)는 1895년 프랑스의 단편 무성영화로, 루이 뤼미에르가 제작하였다.

## 상세
뤼미에르 형제가 초창기에 찍었던 여느 영화처럼 영사기와 촬영기를 겸한 시네마토그래프로 촬영하였으며, 35mm 필름에 화면비는 1.33:1로 제작되었다. 1895년 12월 28일 프랑스 파리의 카푸신 대로 14번지 그랑 카페에서 뤼미에르 형제가 처음으로 선보인 시네마토그래프 유료 상영회에서 선보였던 단편 영화 10편 중 하나이기도 하다.
프랑스 론알프 리옹 시에서 촬영한 영상으로, 세 남자와 말 한마리가 등장한다. 흰색 옷차림을 한 남성이 말고삐를 쥐고, 검은색 옷차림을 한 남성이 지켜보는 가운데 또다른 흰색 옷차림 남성이 말에 오르려 한다. 여섯 차례에 걸쳐서도 오르지 못하다 마침내 안장에 오른다.
뤼미에르의 모든 작품과 마찬가지로 촬영된 지 100년이 넘은 영화인 만큼 퍼블릭 도메인으로 저작권이 소멸되었기에 유튜브 등지의 인터넷상에서 감상할 수 있다.